# Юньков Олександр Юрійович
Олександр Юрійович Юньков (рос. Александр Юрьевич Юньков; 21 листопада 1982, м. Воскресенськ, СРСР) — російський хокеїст, нападник.
Виступав за ТХК (Твер), ЦСК ВВС (Самара), «Динамо» (Москва), «Металургс» (Лієпая), «Витязь» (Чехов), «Хімік» (Воскресенськ), «Спартак» (Москва), «Сєвєрсталь» (Череповець), «Амур» (Хабаровськ), «Трактор» (Челябінськ), «Атлант» (Митищі).
У чемпіонатах КХЛ — 314 матчів (52+69), у плей-оф — 4 матчі (1+1).
Брат: Михайло Юньков.